# Черноглазовка (Полтавский район)
Черноглазовка (укр. Чорноглазівка) — село, Черноглазовский сельский совет, Полтавский район (Полтавская область), Полтавская область, Украина.
Код КОАТУУ — 5324086901. Население по переписи 2001 года составляло 266 человек.
Является административным центром Черноглазовского сельского совета, в который, кроме того, входят сёла
Бершацкое,
Глухово,
Долина,
Макарцовка,
Носовка и
Трирогово.

## Географическое положение
Село Черноглазовка находится на расстоянии в 1 км от сёл Долина, Макарцовка и Глухово.